# Veronica gracillima
Veronica gracillima är en grobladsväxtart som först beskrevs av Thomas Kirk och som fick sitt nu gällande namn av Thomas Frederic Cheeseman.
Veronica gracillima ingår i släktet veronikor och familjen grobladsväxter. Inga underarter finns listade i Catalogue of Life.